# Lauttasaari
Lauttasaari (szw. Drumsö) – wyspa w Finlandii w Helsinkach nad Zatoką Fińską, a także dzielnica miasta położona ok. 3 km na zachód od centrum miasta.
Zamieszkana przez ok. 19 000 osób. Jest drugą pod względem liczby mieszkańców wyspą Finlandii. Przez jej północną część przebiega autostrada łącząca Helsinki z Espoo. Na wyspie zachowały się niewielkie obszary leśne.

## Historia
Pierwsza wzmianka o wyspie pod nazwą Drommensby pochodzi z 1543. Podczas wojny krymskiej na wyspie wybudowano fortyfikacje. W 1855 Lauttasaari została zbombardowana przez flotyllę angielsko-francuską. Do 1900 wyspa była strefą zmilitaryzowaną. W 1911 została sprzedana miastu przez właścicieli za 900 000 marek.
W 1935 wybudowano most łączący Lauttasaari z lądem. Wyspa była słabo rozwiniętą częścią gminy Huopolahti, do miasta została przyłączona w 1946. Podczas igrzysk olimpijskich 1952 na wyspie powstało miasteczko namiotów dla pracowników poczty fińskiej ściągniętych interwencyjnie do Helsinek w celu obsługi zwiększonego ruchu przesyłek.

## Fauna i flora
Ponad czwartą część wyspy pokrywają lasy; parki zajmują dodatkowo 39 hektarów. Porastający południową część wyspy las jest typowy dla tej części Finlandii z przewagą sosny i świerku. Z drzew liściastych przeważa brzoza.
Wyspę zamieszkuje żaba trawna. Licznie występują tu mrówki faraona.